# Richard Chizmar
Richard Thomas Chizmar (Maryland, 21 de diciembre de 1965) es un escritor, editor y guionista estadounidense, reconocido principalmente por su asociación con el escritor Stephen King para escribir la novela Gwendy's Button Box en 2017 y por ser uno de los editores y propietario de la editorial Cemetery Dance Publications.
Ha contribuido con historias en muchas publicaciones, incluidas Ellery Queen Mystery y The Year's 25 Finest Crime and Mystery Stories. Entre otros galardones, el escritor obtuvo dos Premios Mundiales de Fantasía, en 1991 y 1999 respectivamente.

## Obras seleccionadas
- Gwendy's Button Box (con Stephen King, 2017)
- After the Bombs (2015)
- The Interview (1999)
- Blue (1998)
- Billy's Day (1988)